# The Yellow Shark
| 전문가 평가 | 전문가 평가 |
| 평가 점수   | 평가 점수   |
| 출처        | 점수        |
| ----------- | ----------- |
| Allmusic    | [ 1 ]       |

《The Yellow Shark》는 미국의 음악가 프랭크 자파의 라이브 음반이다. 1993년 11월 2일에 발매된 이 음반은 그가 몇 년 동안 앓아왔던 암으로 죽기 거의 한 달 전, 그의 생애에서 마지막으로 등장한 자파 음반이었다. 이 음반에는 1992년 앙상블 모던의 자파의 작품 공연에서 라이브로 녹음한 곡들이 수록되어 있다. 이 음반의 노트에서, 자파는 《The Yellow Shark》를 그의 생애에서 가장 만족스러운 프로젝트들 중 하나이며, 그의 관현악 작품들의 최고의 표현으로 묘사하고 있다.
가수 톰 웨이츠는 이 음반을 그가 가장 좋아하는 음반 중 하나로 선정했고, 이렇게 말했다. "앙상블은 경외심을 불러일으킵니다. 그것은 풍부한 색상의 장식품입니다. 그것은 그의 완벽한 광기와 숙달의 명료함입니다. 프랭크는 엘모어 제임스를 왼쪽에 두고, 스트라빈스키를 오른쪽에 두고 통치합니다. 프랭크는 가장 이상한 도구로 군림하고 다스립니다."

## 곡 목록
모든 곡들은 프랭크 자파에 의해 작사/작곡하였다.
| #   | 제목                                                | 재생 시간 |
| --- | --------------------------------------------------- | --------- |
| 1.  | 〈Intro〉                                           | 1:43      |
| 2.  | 〈Dog Breath Variations〉                           | 2:07      |
| 3.  | 〈Uncle Meat〉                                      | 3:24      |
| 4.  | 〈Outrage at Valdez〉                               | 3:27      |
| 5.  | 〈Times Beach II〉                                  | 7:31      |
| 6.  | 〈III Revised〉                                     | 1:45      |
| 7.  | 〈The Girl in the Magnesium Dress〉                 | 4:33      |
| 8.  | 〈Be-Bop Tango〉                                    | 3:43      |
| 9.  | 〈Ruth Is Sleeping〉                                | 5:56      |
| 10. | 〈None of the Above〉                               | 2:17      |
| 11. | 〈Pentagon Afternoon〉                              | 2:28      |
| 12. | 〈Questi Cazzi Di Piccione〉                        | 3:03      |
| 13. | 〈Times Beach III〉                                 | 4:26      |
| 14. | 〈Food Gathering in Post-Industrial America, 1992〉 | 2:52      |
| 15. | 〈Welcome to the United States〉                    | 6:39      |
| 16. | 〈Pound for a Brown〉                               | 2:12      |
| 17. | 〈Exercise #4〉                                     | 1:37      |
| 18. | 〈Get Whitey〉                                      | 7:00      |
| 19. | 〈G-Spot Tornado〉                                  | 5:17      |

## 같이 보기
- 프랭크 자파